# The Commitments
The Commitments (br: The Commitments - Loucos pela Fama, pt: Os Commitments) é um filme de drama dos Estados Unidos, Irlanda e Reino Unido de 1991, realizado por Alan Parker.

## Resumo
Jimmy Rabbitte (Robert Arkins) é um jovem de 21 anos que quer tornar-se empresário e levar a soul music para Dublin. Após entrevistar dezenas de candidatos Jimmy forma a "The Commitments", uma banda com músicos inexperientes, três vocalistas improvisadas e um egocêntrico como cantor.
Interpretando sucessos das grandes estrelas da música, eles apresentam-se nos bares da cidade e logo conseguem alguma fama. Mas os desentendimentos também não tardam a aparecer, principalmente quando o veterano trompetista Joey (Johnny Murphy), que vive numa ilusão e lançando o seu charme para todo lado, arranja tudo para que Wilson Pickett se apresente com a banda mas ele não aparece.

## Elenco
- Robert Arkins (Jimmy Rabbitte)
- Michael Aherne (Steven Clifford)
- Angeline Ball (Imelda Quirke)
- Maria Doyle Kennedy (Natalie Murphy)
- Dave Finnegan (Mickah Wallace)
- Bronagh Gallagher (Bernie McGloughlin)
- Félim Gormley (Dean Fay)
- Glen Hansard (Outspan Foster)
- Dick Massey (Billy Mooney)
- Johnny Murphy (Joey Fagan)
- Kenneth McCluskey (Derek Scully)
- Andrew Strong (Deco Cuffe)
- Colm Meaney (Jimmy Rabbitte, Sr.)
- Anne Kent (Sra. Rabbitte)
- Andrea Corr (Sharon Rabbitte)
- Gerard Cassoni (Darren Rabbitte)

## Prémios e nomeações
- Recebeu uma nomeação ao Óscar de Melhor Edição.
- Recebeu uma nomeação ao Globo de Ouro de Melhor Filme - Comédia/Musical.
- Ganhou quatro prémios no BAFTA, nas seguintes categorias:
  - Melhor Filme
  - Melhor Realizador
  - Melhor Edição
  - Melhor Argumento Adaptado
- Recebeu ainda outras duas nomeações, nas categorias de:
  - Melhor Actor Secundário (Andrew Strong)
  - Melhor Som
- Ganhou o prémio de Melhor Realizador, no Festival de Tóquio.